# Lac Starr King
Pour les articles homonymes, voir Starr King.
Le lac Starr King (en anglais : Starr King Lake) est un lac américain dans le comté de Mariposa, en Californie. Il est situé à 2 411 mètres d'altitude au sein de la Yosemite Wilderness, dans le parc national de Yosemite.